# Orly Levy
Orly Levy, (Hebreeuws: אורלי לוי , voluit Orly Levy-Abekasis, Hebreeuws: אורלי לוי-אבקסיס) (Beet She'an, 11 november 1973) is een Israëlische politica. Sinds 2009 was zij namens haar partij in de Knesset afgevaardigd, tot mei 2016 voor Jisrael Beeténoe, daarna als onafhankelijk parlementslid tot april 2019.

## Biografie
Levy vervulde haar militaire dienst bij de Israëlische luchtmacht en behaalde een academische graad in de rechten aan het Interdisciplinair Centrum Herzliya, een privaat hoger onderwijsinstituut in Herzliya. Voordat ze de politiek betrad, werkte ze onder andere als model en als presentatrice voor de plaatselijke televisie.
Bij de verkiezingen voor de 18e Knesset maakte ze op 24 februari 2009 haar eerste opwachting in het parlement en werd in 2013 herkozen in de 19e en in 2015 in de 20e Knesset. In deze hoedanigheid was ze een tijdlang vicevoorzitter van de Knesset (gedurende de 18e Knesset) alsook van 2009 tot 2015 voorzitter van de speciale commissie voor de rechten van het kind.
Levy kon zich niet vinden in het toetreden van haar partij tot het kabinet-Netanyahu IV eind mei 2016 omdat Jisrael Beeténoe volgens haar daarbij te weinig werk zou hebben gemaakt van het effectueren van de sociaal-economische wensen van de partij. Zij besloot daarom als onafhankelijk Knessetlid verder te gaan. Haar partij, Mifleget Gesher (vertaald: de Brug-partij, zoals de partij van haar vader ook heette), of kort Gesher haalde bij de verkiezingen van april 2019 de kiesdrempel niet. Op 18 juli 2019 vertelden Amir Peretz en Orly-Levi-Abekasis in een persconferentie dat de Arbeidspartij en Gesher bij de volgende verkiezingen met een gezamenlijke lijst komen. Zeven van de eerste tien plaatsen zijn voor kandidaten van de Arbeidspartij gereserveerd en drie plaatsen voor kandidaten van Gesher. Later kwam Meretz ook bij de gezamenlijke lijst van de Arbeidspartij en Gesher, maar daar Orly Levy-Abekasis tegen. Ze stapte uit de fractie van de Arbeidspartij en Meretz en ging als de eenmansfractie Gesher verder in de Knesset. Ze deed mee aan de verkiezingen in 2021 op plaats 28 van de Likoed, die dertig zetels haalde en werd herkozen.

## Persoonlijk
Levy is woonachtig in de Noord-Israëlische kibboets Mesilot. Haar dertien jaar oudere broer Jackie Levy is namens Likoed ook volksvertegenwoordiger. David Levy, hun beider vader, was jarenlang minister, onder meer van buitenlandse- en woningbouwzaken.